# كهف كيزيلما
كهف كيزيلما (بالتركية: Kızılelma Mağarası) هو كهف يقع في زونغولداق في شمال تركيا، وهو ثاني أطول الكهوف في البلاد.